# Linglim
Linglim (Silene linicola) är en nejlikväxtart som beskrevs av Karl Christian Gmelin. Linglim ingår i släktet glimmar, och familjen nejlikväxter. Arten har ej påträffats i Sverige.

## Bildgalleri

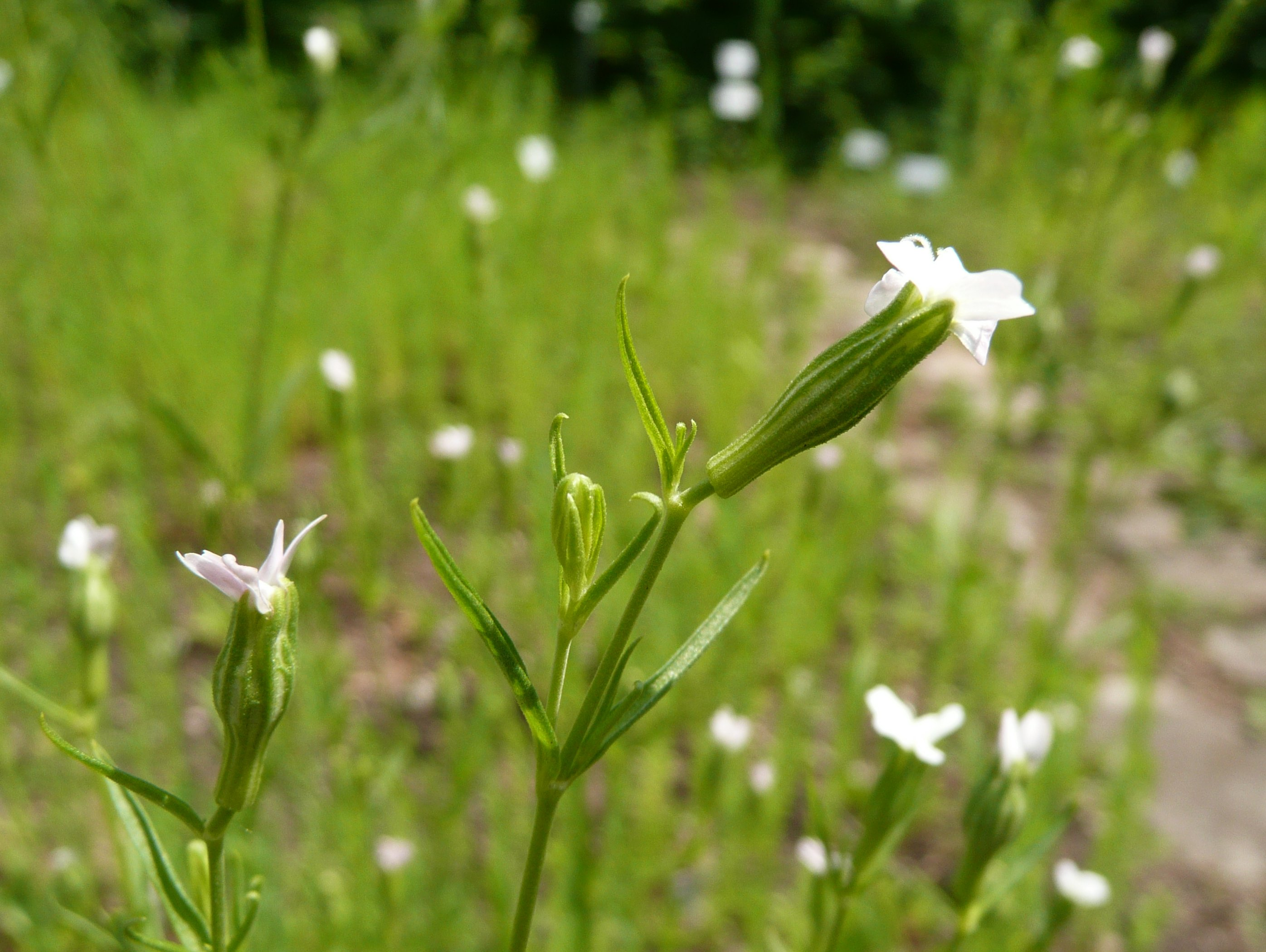